# ピンクジャムプリンセス
ピンクジャムプリンセスは、日本のアイドル歌手ユニット。

## 略歴
略称は「Pink Jam Princess」の頭文字を取って「PJP」。キャッチコピーは「太陽の匂いと甘いスイーツ、そして聞き心地の良いサウンド。そしてグラビアでは、はち切れんばかりの健康美、その愛くるしいキャラクターの5人組アイドルユニット」。
2005年末に結成、翌2006年4月にCDデビュー。メンバーは全員がグラビアアイドルで、リーダーの山本彩乃を筆頭に、「オチキャラ担当」を名乗る秋本未莉、「盛り上げ担当」の橋本彩、「おとぼけを担当」の高梨臨、「ピー担当」のゴールデン小雪の5人組で構成されている。
キャッチコピー通り、音楽、グラビア、TVとジャンルを問わず幅広く活動する予定であったが、2006年8月のライブで突如、解散を表明した。

## メンバー
- 山本彩乃（リーダー）
- 秋本未莉
- 橋本彩
- 高梨臨
- ゴールデン小雪

## 音楽
- パイナップルプリンセス c/w コーヒールンバ（2006年） - シングル作品